# Tasice
Tasice (německy Tassitz) je malá vesnice, část obce Bělá v okrese Havlíčkův Brod. Tasice leží v katastrálním území Bělá u Jedlé o výměře 4,07 km2.

## Historie
První písemná zmínka o obci pochází z roku 1843.
V letech 1869–1930 byla vesnice součástí obce Třebětín, v roce 1950 a od 1. ledna 1992 se stala součástí obce Bělá a v letech 1961–1991 spolu s obcí Bělá součástí obce Jedlá.

## Obyvatelstvo
| Rok            | 1869 | 1880 | 1890 | 1900 | 1910 | 1921 | 1930 | 1950 | 1961 | 1970 | 1980 | 1991 | 2001 | 2011 | 2021 |
| -------------- | ---- | ---- | ---- | ---- | ---- | ---- | ---- | ---- | ---- | ---- | ---- | ---- | ---- | ---- | ---- |
| Počet obyvatel | 115  | 139  | 156  | 123  | 93   | 117  | 114  | 39   | 109  | 92   | 80   | 55   | 49   | 47   | 52   |
| Počet domů     | 12   | 14   | 13   | 13   | 13   | 13   | 14   | 10   | 10   | 20   | 22   | 23   | 22   | 25   | 26   |

## Pamětihodnosti
V obci se nachází Huť Jakub, technická památka a dějiště seriálu Synové a dcery Jakuba skláře.

## Galerie

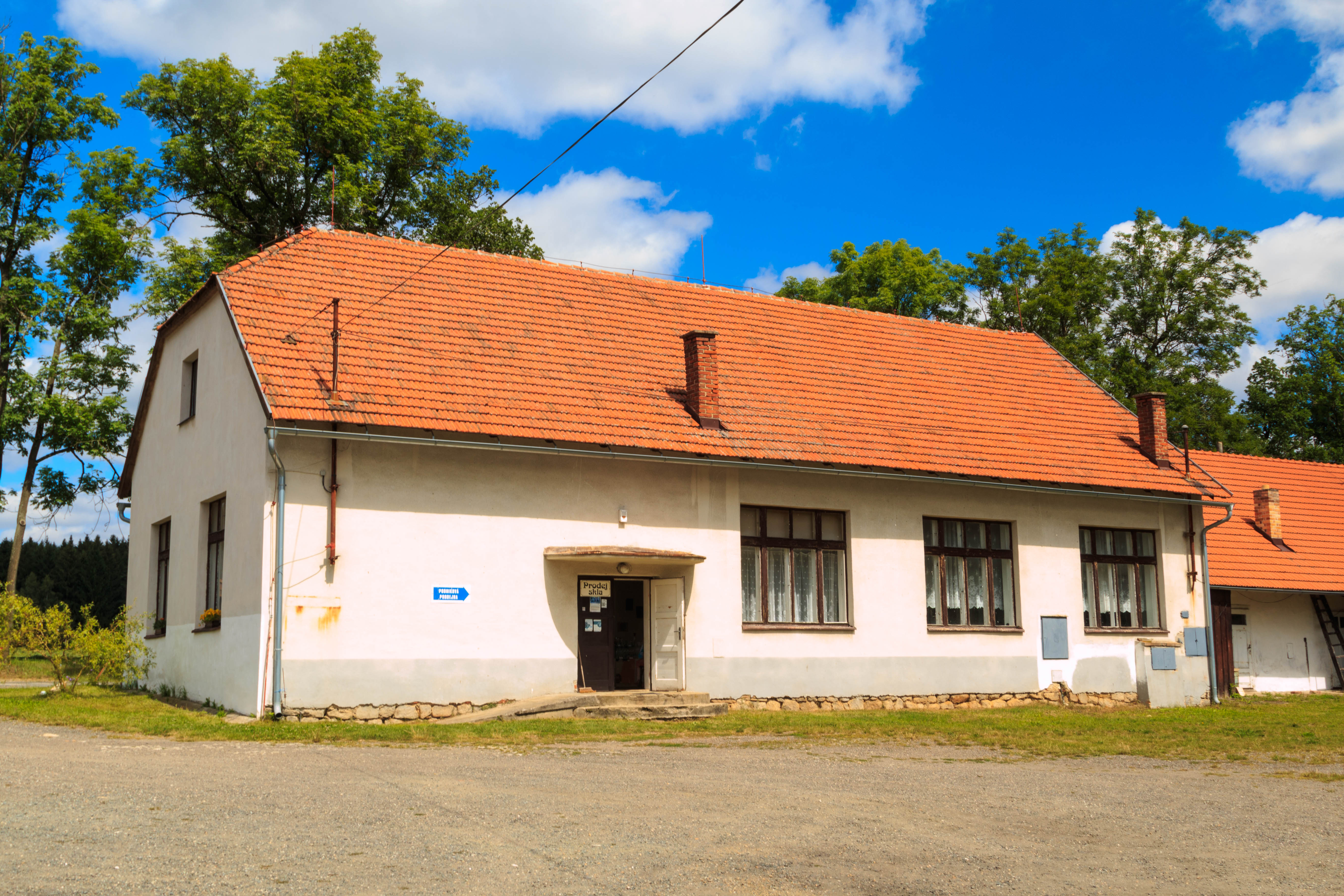
Tasice čp. 19
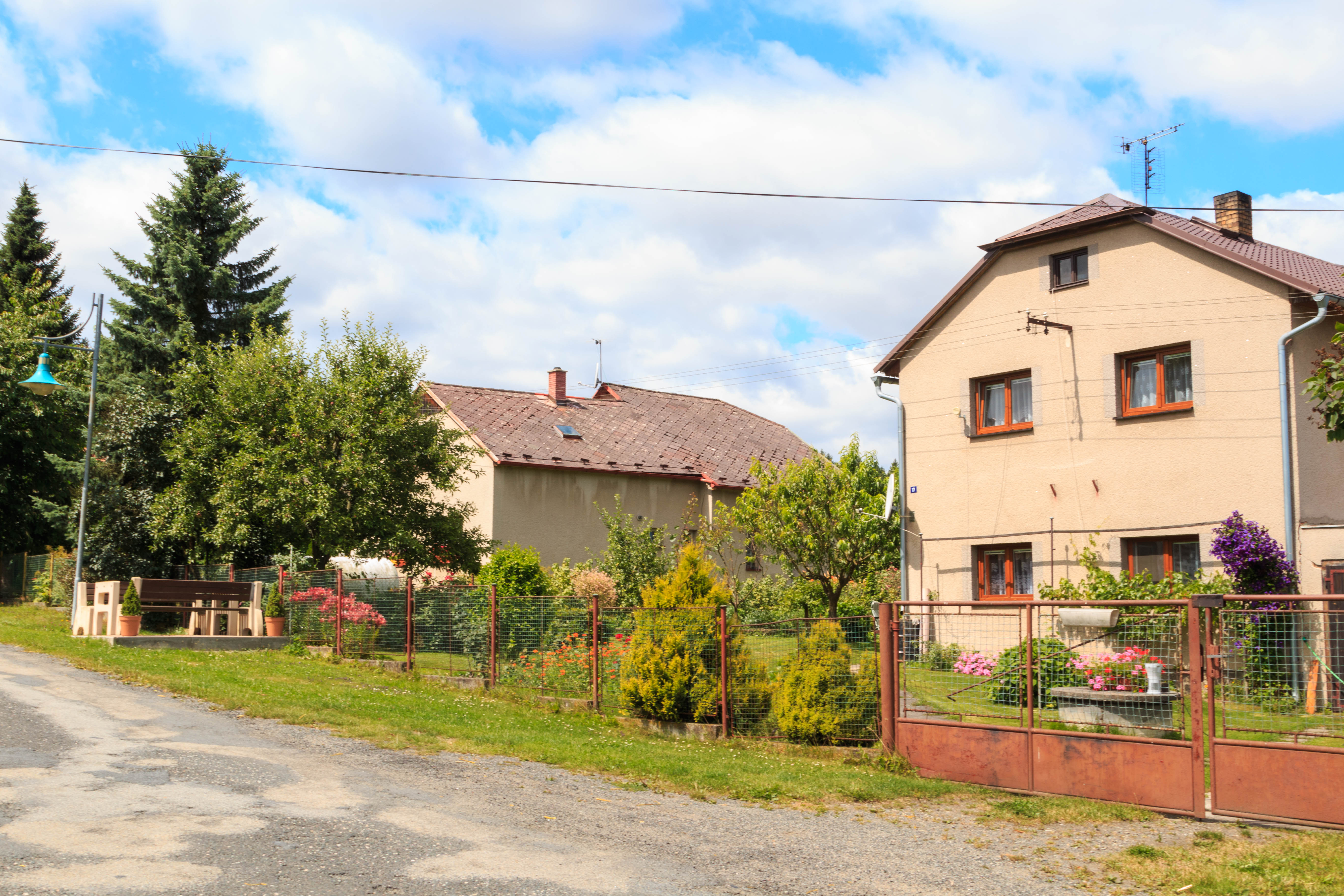
Tasice čp. 17
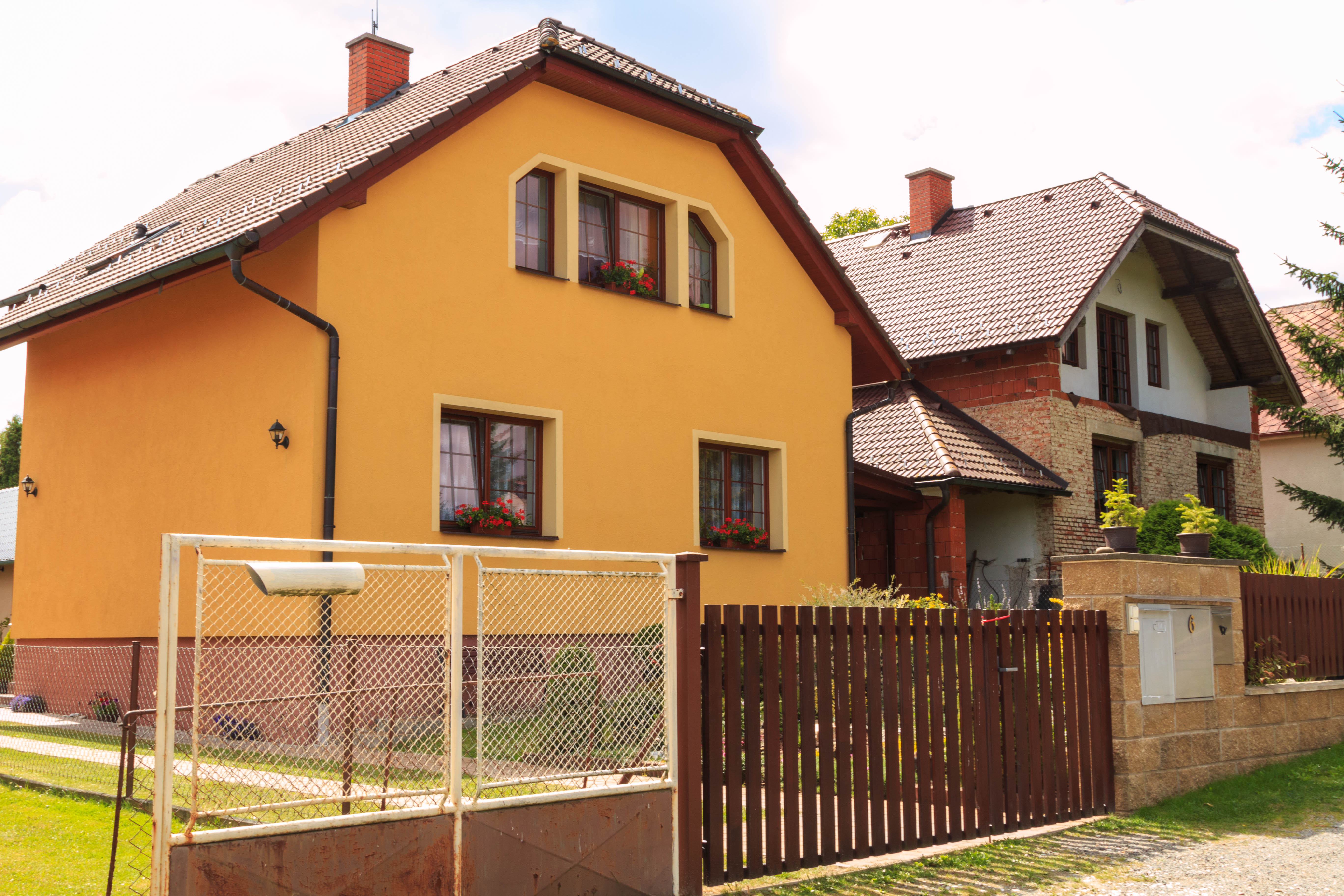
Tasice čp. 6
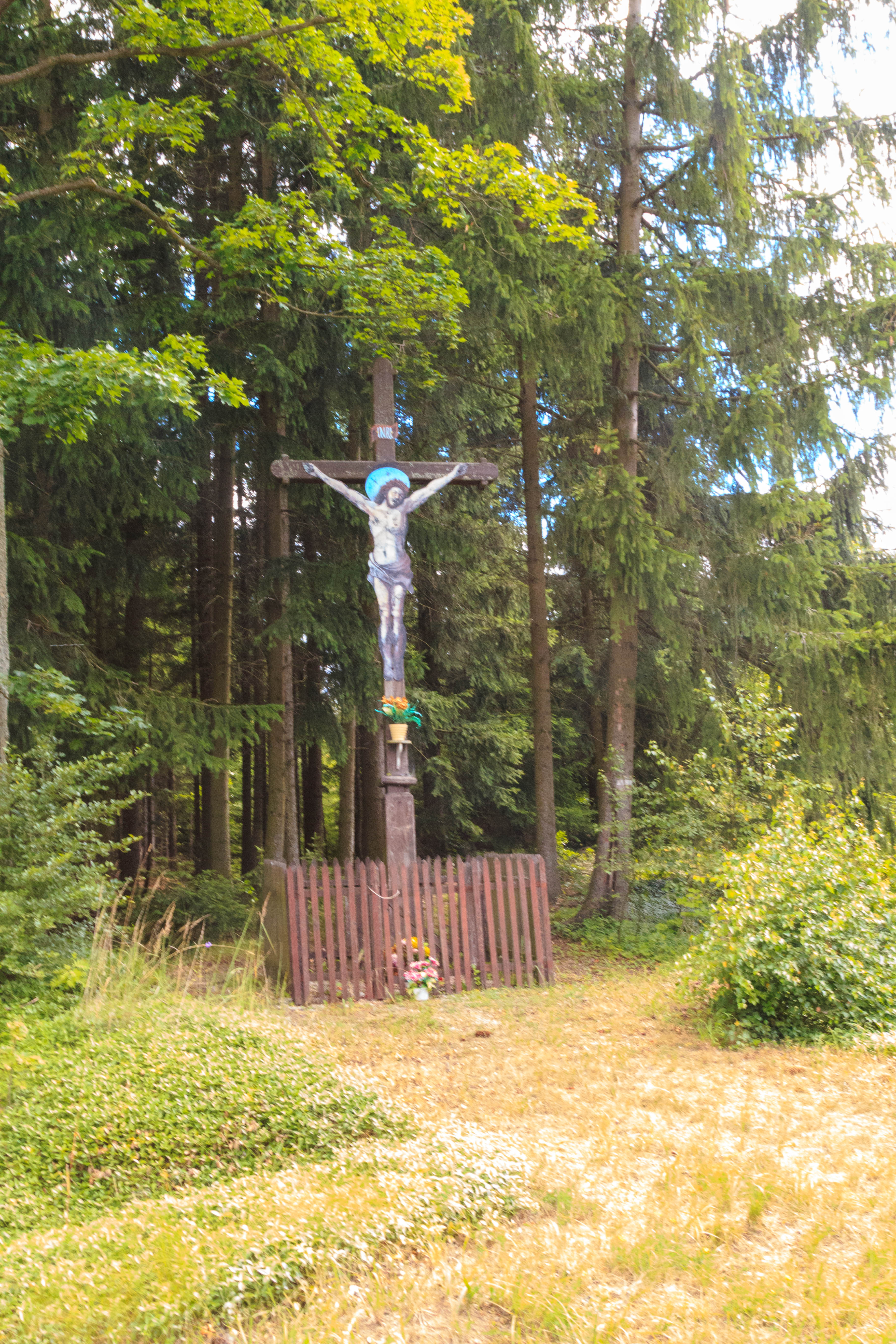
Tasice kříž